# Rio Brilhante
Rio Brilhante este un oraș în Mato Grosso do Sul (MS), Brazilia.